# Darryl Sydor

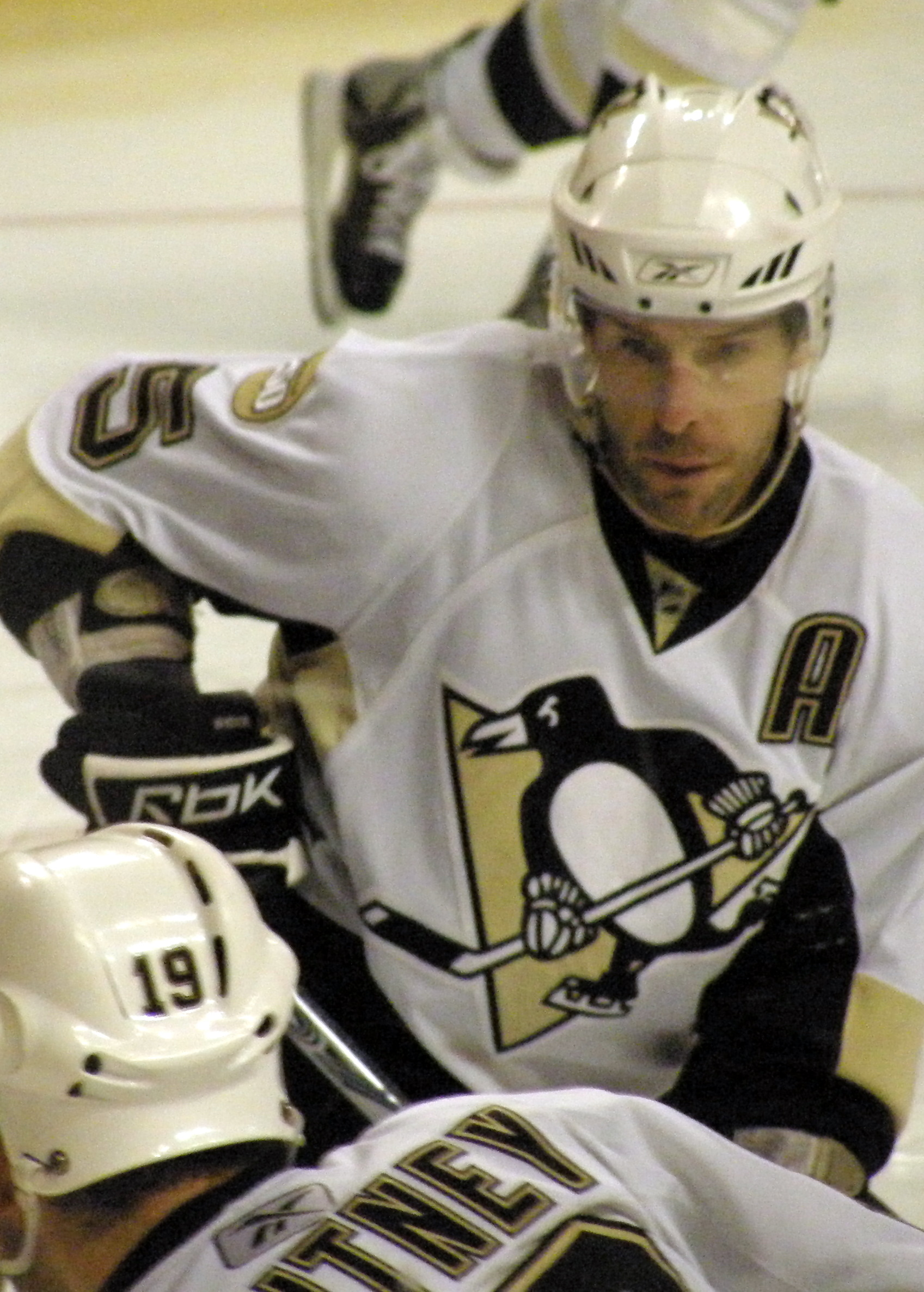
Darryl Sydor i Pittsburgh Penguins.

Darryl Marion Sydor, född 13 maj 1972 i Edmonton, Alberta, är en kanadensisk före detta professionell ishockeyspelare som spelade sammanlagt 19 säsonger i NHL. Han var med och vann två Stanley Cup under karriären, en med Dallas Stars 1998–99 och den andra med Tampa Bay Lightning  2003–04. Han listades i första rundan som 7:e spelare totalt i NHL-draften 1990 av Los Angeles Kings.
Hans bästa säsonger är ifrån slutet av 1990-talet då han, spelandes för Dallas Stars, mäktade med över 40 poäng i totalt fyra säsonger. Hans framgångar gav honom en plats i  NHL All-Star Team två gånger, 1998 och 1999. Sydors poängskörd minskade kraftigt i slutet av karriären, då han spelade en mer defensiv roll i sina klubblag. 

## Klubbar i NHL
- Los Angeles Kings
- Dallas Stars
- Columbus Blue Jackets
- Tampa Bay Lightning
- Pittsburgh Penguins
- St. Louis Blues